# Heaven's Gate (film)
Heaven's Gate är en amerikansk västernfilm från 1980 i regi av Michael Cimino. Filmen har blivit mest känd som den sista filmen under "nya Hollywood"-eran, med självständiga regissörer. Anledningen var att filmen först överskred budgeten och sedan blev ett totalt fiasko försäljningsmässigt. Filmen hade premiär i USA den 19 november 1980.

## Medverkande
| Kris Kristofferson | – Averill             |
| Christopher Walken | – Champion            |
| John Hurt          | – Irvine              |
| Sam Waterston      | – Canton              |
| Brad Dourif        | – Mr. Eggleston       |
| Isabelle Huppert   | – Ella                |
| Joseph Cotten      | – The Reverend Doctor |
| Jeff Bridges       | – John L. Bridges     |
| Geoffrey Lewis     | – Trapper             |
| Paul Koslo         | – Mayor Lezak         |
| Richard Masur      | – Cully               |
| Terry O’Quinn      | – Captain Minardi     |

## Om filmen
Heaven's Gate var Michael Ciminos första film efter den enastående framgången med Deer Hunter. På grund av detta hade Ciminos i stort sett fått fria händer med en ambitiös västernfilm. Den hade först arbetsnamnet The Johnson County War (en verklig händelse under 1890-talet) men kom slutligen att heta Heaven's Gate. Historien var en klassisk episk västern och antalet kända skådespelare (bl.a. Kris Kristofferson och Christopher Walken) var imponerande. Cimino tog god tid på sig med filmen, vilken spelades in från 16 april till 2 oktober 1979. Därmed drogs budgeten över enormt och notan slutade på omkring 44 miljoner dollar. När filmen hade premiär 18 november 1980 sågades den av kritikerna och i slutändan spelade den in någon miljon, det vill säga den gick back med 43 miljoner. En kritiker skrev bland annat: "Heaven's Gate fails so completely, you might suspect Mr. Cimino sold his soul to the devil to obtain the success of The Deer Hunter, and the devil has just come around to collect." ("Heaven's Gate misslyckas så totalt, and man kan misstänka att Mr. Cimino sålde sin själ till djävulen för att uppnå framgången med Deer Hunter, och djävulen har precis kommit förbi för att kassera in.") Filmens rykte har senare förbättrats något, bland annat då den längre version (219 min.) som Cimino hade föredragit visats i amerikansk TV. Uttrycket "Director's cut" kommer härifrån.

## Kulturell betydelse
På ett vis kom Heaven's Gate att få stor betydelse, nämligen i och med att den satte stopp för vad som kallades det nya Hollywood med självständiga regissörer. De mest radikala experimenten hade kommit av sig redan i och med Dennis Hoppers fiasko med Den sista filmen 1971 men Heaven's Gate kom att innebära spiken i kistan. Nästan samtidigt som Heaven's Gate hade premiär gick även Martin Scorseses Tjuren från Bronx obemärkt förbi på biograferna. Detta bekräftade studiornas åsikt om att de måste ta tillbaka makten från alltför självständiga och konstnärligt inriktade regissörer. Filmens titel används för övrigt ofta som ett uttryck för dåraktiga projekt. Exempelvis kallades Kevin Costners Waterworld under en period för Kevin's Gate och liknande ordlekar har använts om andra storvulna projekt. 